# マテウス・ゴンサウヴェス・マルチンス
マテウス・ゴンサウヴェス（Matheus Gonçalves）ことマテウス・ゴンサウヴェス・マルチンス（ポルトガル語: Matheus Gonçalves Martins、2005年8月18日 - ）は、ブラジルのサッカー選手。ポジションはMF。

## クラブ歴
12歳の時にCRフラメンゴの下部組織に加入し、2021年8月にプロ契約を締結した。翌年9月にはネクスト・ジェネレーション2022に選出された。
同年10月23日にカンピオナート・ブラジレイロ・セリエAでマテウス・フランサに代わって投入されて選手初出場を記録した。